# If You Ever (East 17 & Gabrielle-dal)
Az If You Ever című dal az angol fiúcsapat East 17 és Gabrielle közös duettje, mely 1996. október 21-én jelent meg a London Records kiadónál. A dal az angol kislemezlista 2. helyéig jutott. Gabrielle-nak csupán három dala jutott be korábban a legjobb Top 20 helyezett közé.
A dal az első kimásolt kislemez az East 17 Around the World Hit Singles: The Journey So Far című válogatáslemezéről, valamint felkerült Gabrielle szólólemezére is. A dal az Egyesült Államokban a 90-es évek 11. legnépszerűbb kislemeze, 510.000 példányban kelt el, és arany státuszt kapott.
A dalt eredetileg a Shai nevű R&B csapat vitte sikerre 1992-ben, mely az amerikai Billborad lista 2. helyéig jutott.

## Megjelenések
CD Maxi  London Records – POCD-1234
1. If You Ever (Smoove Mix 7") - 4:14 Acoustic Guitar – Paul Gendler, Engineer [Mix Engineer] – Paul Wright, Richard Lowe, Engineer [Recording Assistant] – Edwin Cox, Engineer [Recording Engineer] – Kieran BB Baldwin, Mixed By [Sam East Studios] – Mike Rose, Producer – Rose & Foster, Vocals – Gabrielle, Written-By – Carl Martin
2. If You Ever (Ruff Mix) - 3:28 Acoustic Guitar – Paul Gendler, Engineer [Mix Engineer] – Kieran BB Baldwin, Engineer [Recording Engineer] – Edwin Cox, Mixed By [Rose & Foster Studios] – Mike Rose,Producer – Rose & Foster, Vocals – Gabrielle, Written-By – Carl Martin
3. Deep (Live) - 4:19 Producer – Robin Goodfellow, Written-By – A. Mortimer
4. Steam (Live) - 3:53 Producer – Richard Stannard,  Written-By – Rowe, Stannard, Mortimer

## Feldolgozások
- 1993-ban a Jamaicai reggae énekes Sanchez saját változatát készítette el.
- Lil Romeo rapper 2004-es My Cinderella című albumán szerepel a dal.
- 2010-ben Avri feat. Noam készítette el a saját feldolgozását a dalnak.
- Az ausztrál CDB zenekar 2017-es Tailored For Now című albumán szerepel a dal

## Slágerlista

### Heti összesítések
| Slágerlista (1996)                           | Legjobb helyezés |
| -------------------------------------------- | ---------------- |
| Belgium (Ultratip Flanders)                  | 11               |
| Belgium (Ultratop Flanders Wallonia)         | 35               |
| Dánia (IFPI)                                 | 9                |
| Európa (Eurochart Hot 100)                   | 17               |
| Franciaország (SNEP)                         | 19               |
| Németország (Official German Charts)         | 31               |
| Írország (IRMA)                              | 4                |
| Japán (Oricon)                               | 11               |
| Litvánia (EHR)                               | 4                |
| Hollandia (Dutch Top 40)                     | 38               |
| Skócia (Official Charts Company)             | 3                |
| Svédország (Swerigetopplistan)               | 5                |
| Svájc (Schweizer Hitparade)                  | 20               |
| Egyesült Királyság (Official Charts Company) | 2                |

### Év végi összesítések
| Slágerlista (1996)                           | Helyezés |
| -------------------------------------------- | -------- |
| Egyesült Királyság (Official Charts Company) | 18       |

### Minősítések
| Ország             | Minősítés | Eladások |
| ------------------ | --------- | -------- |
| Egyesült Királyság | arany     | 510.000  |